# دهکهده چروکی (آرکانزاس)
دهکهده چروکی (آرکانزاس) (به انگلیسی: Cherokee Village, Arkansas) یک شهر در ایالات متحده آمریکا با جمعیت ۴٬۷۱۷ نفر است که در آرکانزاس واقع شده‌است.

## موقعیت جغرافیایی
موقعیت جغرافیایی شهرها و مناطق اطراف به شرح زیر است: